# 561
Cette page concerne l'année 561  du calendrier julien. Pour l'année 561 av. J.-C., voir 561 av. J.-C. Pour le nombre 561, voir 561 (nombre).
L'année 561 est une année commune qui commence un samedi.

## Événements
- 1er mai : ouverture du premier concile de Braga[1].
- 17 juillet : Catulin est élu pape sous le nom de Jean III[2].
- 12 octobre : incendie à Constantinople[3].
- 10 novembre : décès du roi des Francs, Clotaire[4]. Ses quatre fils survivants se partagent le royaume. Caribert obtient tout l'ouest du royaume, Gontran obtient l'ancien royaume Burgonde, Sigebert obtient l'est du royaume et l'Auvergne et Chilpéric obtient l'ancien royaume des Francs Saliens. La guerre civile reprend entre les frères[5].
- Novembre : les Verts attaquent les Bleus dans l'amphithéâtre de Constantinople[3].
- Décembre : traité de paix de cinquante ans entre les empires byzantin et sassanide conclu à Dara par le maître des offices Pierre et Izadh-Gouchnasp. Fin de la guerre lazique. Justinien paye un tribut de 30 000 pièces d'or par an au roi de Perse Khosro Ier, en échange de quoi il évacue le Lazique[6] et laisse la liberté de conscience aux chrétiens de l’empire[7].

- En Italie, les Ostrogoths dirigés par Widin se soulèvent à Brescia et Vérone ; Narsès chasse les Francs installés au Nord du Pô[4].
- Les Avars apparaissent pour la première fois sur la frontière du Danube de l'Empire d'Orient. Ils envahissent la Bessarabie actuelle et exécutent le souverain local Mesamer[8].
- Ennius Mummol devient comte d'Auxerre[9].
- Révolte des Taïfales à l’ouest du Poitou contre les exactions du duc Austrapius. C'est la dernière mention de ce peuple qui laisse son  nom au pays de Tiffauges[5].

## Décès en 561
- 3 mars : Pélage Ier, pape de Rome[2].
- 10 novembre  : Clotaire Ier, roi des Francs.
- Thorisind, roi des Gépides[10]. Cunimond lui succède.